# Matthias Martelli
Matthias Martelli (Urbino, 24 marzo 1986) è un attore teatrale e drammaturgo italiano.

## Biografia
Nato a Urbino nel 1986, figlio del filosofo e saggista Michele Martelli e della poetessa Nadia Pucci, si diploma al Liceo Classico “Raffaello” di Urbino. Dopo la laurea in storia presso l’Università di Bologna, si trasferisce a Torino, diplomandosi nel 2013 presso la Performing Arts University di Philip Radice. Grazie a maestri come Dario Fo ed Eugenio Allegri, si avvicina al teatro giullaresco, alla Commedia dell’Arte e all’insegnamento di teatro fisico del pedagogo francese Jaques Lecoq.
Muove i suoi primi passi nel mondo teatrale con il Teatro della Caduta di Torino, andando in scena in luoghi non convenzionali: piazze, circoli, piccoli teatri, festival di teatro di strada. Il suo primo spettacolo, Il Mercante di Monologhi (2014), presenta una serie di monologhi comico-satirici all’interno di una scenografia composta da un carretto di legno, a richiamare il teatro popolare e girovago. 
Nel 2015 nasce l’idea di interpretare Mistero Buffo del Premio Nobel Dario Fo,  che Martelli vide da bambino in videocassetta rimanendone fortemente colpito. Lo spettacolo, con il benestare dello stesso Fo, viene prodotto nel 2017 da Teatro Stabile di Torino e Teatro della Caduta, con la regia di Eugenio Allegri, replicando in Italia e in Europa (Londra, Bruxelles, Monaco di Baviera, Principato di Monaco, Zurigo, Nizza, Stoccarda). Le giullarate interpretate da Martelli in questa prima versione sono Le Nozze di Cana, Bonifacio VIII, La Resurrezione di Lazzaro e Il Primo Miracolo di Gesù Bambino. Nel 2019, in occasione della celebrazione dei 50 anni di Mistero Buffo, lo spettacolo viene nuovamente prodotto da Teatro Stabile di Torino e ArtQuarium, aggiungendo due giullarate: La nascita del giullare e La parpaia topola.
È vincitore del “premio Nazionale di Cultura Frontino - Montefeltro” (2017) nella sezione “Stili, figure e pratiche della cultura”. Nel 2019 e nel 2024 interpreta Pierino e il lupo di Sergej Prokofiev insieme all’orchestra del Teatro Regio (Torino).
Scrive e interpreta diversi monologhi per alcuni Teatri Stabili italiani, fra questi: Raffaello, il figlio del vento (2020), spettacolo sulla vita del pittore Raffaello Sanzio (prodotto da Teatro Stabile dell’Umbria e Doc Servizi), e Dante, fra le fiamme e le stelle (2021), in cui il racconto della vita di Dante si interseca con frammenti della Vita nuova e della Divina Commedia. Lo spettacolo, prodotto da Teatro Stabile di Torino e Fondazione TRG Onlus, si avvale della consulenza scientifica del professor Alessandro Barbero e del Presidente dell’Accademia della Crusca, professor Claudio Marazzini.
Nella stagione 2022/2023 debutta con FRED!, di cui è attore e autore, con la regia di Arturo Brachetti e la musica dal vivo di Roy Paci. Dalla stagione successiva in scena con Martelli c'è il trombettista Fabrizio Bosso con la sua band. Lo spettacolo teatrale racconta la vita, le invenzioni musicali e l'attualità di Fred Buscaglione, attraverso un mix di narrazione giullaresca, musica e canzoni. La coproduzione è fra Enfi Teatro - Teatro Parioli e Teatro Stabile di Torino. Nello stesso anno interpreta il ruolo di narratore nel film - documentario "L'ultimo Mistero Buffo", con la regia di Gianluca Rame, andato in onda su Rai 3, candidato ai Nastro d'argento 2023.
È attore e autore di diverse conferenze d'attore in ambito nazionale e internazionale, fra cui "The universal language of Dario Fo" (2023) presentata negli Stati Uniti d'America, alla Chapman University. 
Ha scritto, interpretato e curato la regia dello spettacolo Eretici, il fuoco degli spiriti liberi, prodotto dal Teatro Stabile dell'Umbria, in cui condivide il palco con tre cantanti a cappella. Martelli intreccia la vita e il pensiero di pittori, filosofi, papesse, streghe, rivoluzionarie, giornalisti: da Giordano Bruno a Galileo Galilei, da Michelangelo Buonarroti a Caravaggio, da Olympe de Gouges alla Papessa Giovanna, fino ad arrivare a Pier Paolo Pasolini e Julian Assange. Il nucleo stilistico e tematico dello spettacolo è incentrato sul corpo: quello degli interpreti, che si presta all'interpretazione di vari personaggi, e quello degli eretici, eternamente perseguitato. Martelli sottolinea come gli aguzzini siano i veri perdenti, le cui azioni sono perlopiù ripugnanti, mentre gli eretici e i ribelli continuano a occupare una posizione di rilievo nella narrazione storica. 

## Tematiche e stile
Nei suoi spettacoli Martelli recupera tutti gli elementi tipici della tradizione dei Giullari e del teatro popolare, reinterpretandoli in chiave moderna. L’attore fa ampio uso del corpo, della gestualità e della mimica. La vocalità assume talvolta forme grottesche, passando dal tono poetico ad una vera e propria affabulazione giullaresca, fino all’utilizzo di tecniche specifiche come quella del Grammelot. Le scenografie sono ridotte al minimo, solo pochi elementi appaiono sulla scena, in modo da permettere allo spazio vuoto di assumere di volta volta significati diversi secondo la lezione del regista Peter Brook. Talvolta Martelli utilizza maschere e lazzi tipici della Commedia dell'arte, attualizzandone contenuti e stile . In diversi spettacoli sono presenti musicisti dal vivo che accompagnano l’attore nella recitazione. Le tematiche trattate spaziano dalla vita di grandi artisti, scienziati, filosofi e poeti alla satira sociale e politica. 

## Teatro
- Il Mercante di Monologhi (2014), di Matthias Martelli, regia di Domenico Lannutti.
- Mistero Buffo (2017), di Dario Fo, regia di Eugenio Allegri.
- Nel Nome del Dio Web (2018), di Matthias Martelli, regia di Matthias Martelli.
- Mistero Buffo. Edizione dei 50 anni (2019), di Dario Fo, regia di Eugenio Allegri.
- Raffaello, il figlio del vento (2020), di Matthias Martelli, regia di Matthias Martelli e Eugenio Allegri.
- Dante, fra le fiamme e le stelle (2021), di Matthias Martelli, regia di Emiliano Bronzino.
- FRED! (2022), di Matthias Martelli, con Fabrizio Bosso, regia di Arturo Brachetti.
- Il Poeta e il Giullare (2023), con Guido Catalano e Matteo Castellan.
- Pierino e il lupo (2019 e 2024) di Sergej Prokofiev, con l'orchestra del Teatro Regio di Torino.
- Eretici. Il fuoco degli spiriti liberi (2024), di Matthias Martelli, regia di Matthias Martelli.

## Pubblicazioni
- Il Mercante di Monologhi, Edizioni SuiGeneris, 2017, ISBN 978-8894848090
- T'amo aspettando il contraccolpo, Miraggi Edizioni, 2018, ISBN 978-8833860022
- Nel nome del Dio Web, Miraggi Edizioni, 2019, ISBN 978-8833860879
- Raffaello, il figlio del vento, Miraggi Edizioni, 2020, ISBN 978-8833861678
- Dante, fra le fiamme e le stelle, Miraggi Edizioni, 2021, ISBN 978-8833861951
- Il Naso del Duca, Miraggi Edizioni, 2022, ISBN 978-8833862309
- FRED!, Edizioni SuiGeneris, 2022, ISBN 978-8894848434

## Riconoscimenti
- 2014 - Premio Uanmensciò - FNAS[61].
- 2014 - Premio Alberto Sordi[62].
- 2015 - Premio Locomix[63].
- 2017 - Premio Nazionale di Cultura Frontino - Montefeltro[35].